# Jure Dolenec
Jure Dolenec (Liubliana, 6 de diciembre de 1988) es un jugador de balonmano esloveno que juega de lateral derecho en el RK Nexe Našice y en la selección de balonmano de Eslovenia.
Con la selección ha ganado la medalla de bronce en el Campeonato Mundial de Balonmano Masculino de 2017.

## Palmarés

### Selección nacional
| Campeonato Mundial | Campeonato Mundial | Campeonato Mundial | Campeonato Mundial |
| Año                | Lugar              | Medalla            |                    |
| ------------------ | ------------------ | ------------------ | ------------------ |
| 2017               | Francia            | Medalla de bronce  |                    |

### Gorenje Velenje
- Liga de balonmano de Eslovenia (2): 2012, 2013

### Montpellier
- Copa de Francia de balonmano (1): 2016
- Copa de la Liga (2):  2014, 2016

### FC Barcelona
- Campeonato Mundial de Clubes de Balonmano (2): 2018, 2019
- Copa Asobal (4): 2017-18, 2018-19, 2020, 2021
- Supercopa de España de Balonmano (4): 2018, 2019, 2020, 2021
- Liga Asobal (4): 2018, 2019, 2020, 2021
- Copa del Rey de Balonmano (4): 2018, 2019, 2020, 2021
- Liga de Campeones de la EHF (1): 2021

## Clubes
- RD Merkur (2004-2011)
- RK Gorenje Velenje (2011-2013)
- Montpellier HB (2013-2017)
- FC Barcelona (2017-2021)
- Limoges Hand 87 (2021-2024)
- RK Nexe Našice (2024- )